# Zhang Wu

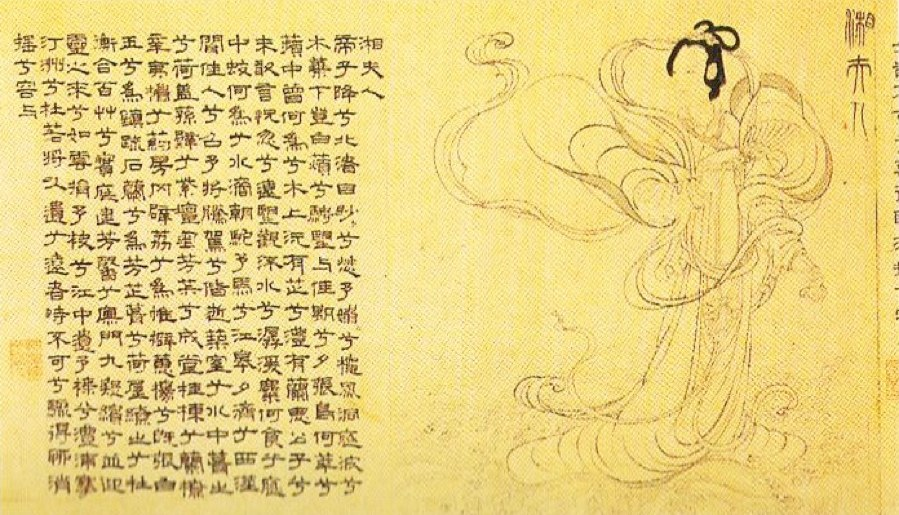
La dame de la rivière Xiang par Zhang Wu, 1346.

Zhang Wu - Peintre chinois du XIVe siècle, actif vers 1340-1365. Ses dates de naissance et de décès ne sont pas connues.

## Biographie
Zhang Wu vient de Hangzhou et mène une brève carrière dans la fonction publique puis il démissionne par découragement, peut-être victime de la discrimination exercée à l'encontre des chinois du Sud. Il est un ami du lettré et calligraphe Yang Weizhen, et aussi du riche mécène Gu Dehui (1310-1369) ; en 1348, il peint pour ce dernier un Tableau de l'élégante assemblée à la montagne de Jade. On peut supposer que, comme d'autres lettrés de l'époque des Yuan, il assure sa subsistance en orientant sa peinture de façon à jouir de l'hospitalité et des faveurs de mécène tels que Gu Dehui.

## La peinture de personnage sous lesYuan
Un genre de peinture de personnages est représenté par les œuvres de Zhang Wu, disciple de Li Gonglin, mieux connu pour ses nombreuses séries d'illustrations des « Neuf Chants », odes chamaniques de l'État de Chu du quatrième siècle avant notre ère, parfois attribuées au poète Qu Yuan. Le modèle classique de ces illustrations est l'ensemble peint par Li Gonglin lui-même dans le style baimiao, et les peintures de Zhang Wu (v.1340-1365), dont subsistent trois rouleaux, sont plus ou moins basées sur celles de Li Gonglin.Le plus ancien des trois rouleaux encore existants de Zhang Wu, achevé en 1346, est conservé au Musée de Jilin ; La dame de la rivière Xiang en est l'un des personnages.

## La nymphe de la rivière Luo
De même que La nymphe de la rivière Luo dans la peinture attribuée à Gu Kaizhi, la dame de la Xiang est représentée par le poète comme un objet de désir, qui « tourne vers moi ses yeux noirs et pleins de convoitise », et tous deux doivent se retrouver le soir même pour une rencontre amoureuse. Mais, toujours comme la nymphe de la rivière Luo, elle apparaît dans la peinture comme une sorte de sylphide dépourvue de corporalité, se déplaçant au-dessus de l'onde avec de longs voiles  qui volent autour d'elle. La peinture de Zhang Wu tient en outre le personnage à l'écart de toute sensualité, comme doit l'avoir fait l'original de Li Gonglin, par un dessin linéaire, froid et épuré qui peut être qualifié de néo-classique.
|                                                                                                   |  |  |
| La nymphe de la rivière Luo peinture par le peintre chinois Gu Kaizhi, (Section a) et (Section b) |  |  |

La popularité des peintures d'immortels taoïstes, de divinités chamaniques, et autres semblables sujets, tant chez les lettrés qu'à la cour des Yuan, participe d'un phénomène plus large de regain des croyances et pratiques religieuses qui touche toutes les couches de la société, et revêt des formes plus intellectuelles parmi l'élite, plus souple parmi le peuple. Des sectes taoïstes populaires se développent, tout spécialement dans le Nord ; mes Mongols et d'autres peuples non chinois pratiquent le bouddhisme ésotérique ou le lamaïsme tibétain ; le bouddhisme Chan conserve sa force ; des sectes syncrétiques apparaissent, qui combinent des éléments empruntés à ces différents courants avec le moralisme confucéen.
Quelques artistes sont profondément liés aux sectes taoïstes et syncrétiques. Les implications religieuses peuvent aussi être motivées par des considérations pratiques, dans la mesure où des familles font don de leurs propriétés aux temples pour tenter d'échapper aux lourdes taxations et de survivre en ces temps périlleux. Les techniques modestes et épurées en faveur chez les lettrés, comme le fin dessin baimiao de Zhang Wu, avec ces lointaines allusions à l'antiquité, sont, pour des raisons évidentes, inadaptées aux images religieuses destinées à être suspendues dans les temples et vues par des foules de fidèles ; l'effet visuel doit être plus audacieux et l'impact émotionnel plus fort.